# Die Spur führt zurück – The Two Jakes
Die Spur führt zurück – The Two Jakes (Originaltitel: The Two Jakes) ist ein US-amerikanischer Kriminalfilm von Jack Nicholson aus dem Jahr 1990. Er ist eine Fortsetzung des Films Chinatown von Roman Polański aus dem Jahr 1974.

## Handlung
Ende der 1940er Jahre betreibt J. J. Gittes in Los Angeles eine florierende Detektei. Der Immobilienunternehmer Julius Berman beauftragt ihn, Beweise für die Untreue seiner Ehefrau Kitty zu finden. Gittes arrangiert, dass Berman seine Frau mit ihrem Liebhaber in flagranti erwischt, und nimmt das Geschehen auf Band auf. Dabei erschießt Berman jedoch den Liebhaber. Gittes übergibt seinen Klienten der Polizei, versteckt aber das Tonband im Safe in seinem Büro.
Gittes findet heraus, dass es sich bei dem getöteten Liebhaber um Bermans Geschäftspartner Bodine handelt. Er verdächtigt Berman, ihn benutzt zu haben, um für einen kaltblütigen Mord mildernde Umstände zu erwirken. Auch Bodines Witwe Lillian glaubt, dass Berman den Mord lange geplant hatte, um sich Bodines Anteil an ihrem gemeinsamen Bauprojekt anzueignen. Sie konfrontiert Gittes, woraus sich später eine Affäre entwickelt.
Gittes ermittelt auf eigene Faust weiter und kommt dabei zwischen die Fronten. Sowohl die Polizei als auch Bermans krimineller Freund Mickey Nice sind hinter dem Tonband her. Bei seinen Ermittlungen entdeckt Gittes, dass das Land, auf dem Berman baut, ehemals Katherine Mulwray gehörte, der Tochter seiner früheren Geliebten Evelyn Mulwray. Hinter den Schürfrechten für dieses Land ist der skrupellose Ölmagnat Earl Rawley her. Bei einem Treffen mit Kitty Berman erkennt Gittes, dass sie Katherine Mulwray ist. Auch Bodine hatte dies herausgefunden und versuchte die Bermans um die Schürfrechte zu erpressen. Da Berman unheilbar an Krebs erkrankt ist, hatte er Bodine ermordet, um seine Frau nach seinem Tod zu schützen.
Für eine gerichtliche Vorverhandlung bearbeitet Gittes das Tonband. Er schneidet sämtliche Erwähnungen von Katherine Mulwrays Namen heraus, um Katherine zu schützen und das Gericht über Bermans Motiv im Unklaren zu lassen. Außerdem sagt er aus, er sei zur Tatzeit mit im Zimmer gewesen und habe beobachtet, dass Bodine den Revolver zog, Berman also in Notwehr handelte.
In einem Musterhaus des Bauprojekts konfrontiert Gittes schließlich Berman. Dieser gesteht, dass er den Mord geplant und Gittes wegen seiner Verbindung zu den Mulwrays ausgewählt hatte. In dem Moment dringt Erdöl über die Leitungsrohre ins Bad ein, und das Haus füllt sich mit Erdgas. Berman drängt Gittes, zu fliehen und ihn allein zurückzulassen, und jagt sich mit dem Haus in die Luft.
Die Geschichte endet mit Kitty und Gittes in dessen Büro. Sie sprechen über Reue, und Kitty küsst Gittes. Dieser lehnt ihre Avancen ab. Als Kitty geht, sagt sie, er solle gelegentlich an sie denken. Gittes meint nach einer Weile, er denkt, es werde „niemals aufhören“.

## Produktion
Die Dreharbeiten fanden in Los Angeles statt. Neben Jack Nicholson kehrten auch Joe Mantell, Perry Lopez und James Hong in ihre Rollen aus Chinatown zurück. Faye Dunaway ist kurz in einem Voiceover zu hören.
Premiere feierte der Film am 10. August 1990. Er spielte in den Kinos der Vereinigten Staaten ca. 10 Millionen US-Dollar ein.

## Kritiken
Roger Ebert schrieb in der Chicago Sun-Times vom 10. August 1990, der Film erzähle über die „Gemütslage“ der Protagonisten, über die Zeit und über zwei verliebte Männer. Er sei weniger ein Thriller, obwohl er Elemente eines Thrillers beinhalte. Der Film sei sehr düster. Er sage aus, dass Liebe und Verlust wichtiger als die Fragen der Schuld und der Gerechtigkeit seien.
Cinema urteilte: „In seiner dritten Regiearbeit spinnt Jack Nicholson Polanskis Klassiker von 1974 weiter – etwas wirr, aber tiefschürfend und sehr edel fotografiert. Fazit: Düster und kompliziert, trotzdem stark.“
Prisma Online meinte: „Sicher erreicht The Two Jakes nicht die Klasse des Vorgängers, denn Nicholson neigt bei seiner Regiearbeit zu einer gewissen Schlampigkeit. Doch so schlecht, wie er gemacht wurde, ist der Film nicht. Er lässt sich halt viel Zeit für seine sehr komplizierte Story und setzt die Kenntnis von Chinatown voraus. Sehenswert sind vor allem Kameraarbeit und Ausstattung, die eine große Stilsicherheit beweisen.“
Das Lexikon des internationalen Films schrieb: „Das kritisch gemeinte Zeitbild aus dem unmittelbar nach dem Zweiten Weltkrieg prosperierenden Amerika entpuppt sich als vordergründiger Krimi mit den üblichen Effekten, Klischees und Typen des Genres, der längst nicht an die Qualität seines Vorgängers, Roman Polanskis Chinatown (1974), heranreicht.“
Die Deutsche Film- und Medienbewertung FBW in Wiesbaden verlieh dem Film das Prädikat „wertvoll“.